# لانگلن (زاکسونی)-آنهالت
لانگلن (زاکسونی)-آنهالت (به آلمانی: Langeln) یک منطقهٔ مسکونی در آلمان است که در Nordharz واقع شده‌است. لانگلن ۱٬۱۱۰ نفر جمعیت دارد.